# Jamal Rhmani
 (mars 2020).
Jamal Rhmani est né le 1er septembre 1958 à Rabat. Il est l'ancien ministre de l'Emploi et de la Formation Professionnelle du Maroc.

## Parcours universitaire
- Il est titulaire d'une licence en sciences sociales à la faculté des lettres et des sciences humaines de l'Université Mohammed V de Rabat (1982), d'un diplôme d'études approfondies (DEA) en sciences sociales à la même faculté en 1985 et d'un certificat d'aptitude pédagogique au cours de la même année.

## Parcours professionnel
Il a occupé le poste de Directeur central au secrétariat d'État chargé de la Famille, de l'Enfance et des Personnes handicapées.
De 1998 à 2000, il a été chargé d'études au sein du ministère du Développement social, de l'Emploi, de la Solidarité et de la Formation professionnelle avant d'occuper, entre 2000 et 2002, le poste de chargé d'études au ministère chargé de la condition de la femme, de la protection de l'enfance et de l'intégration des handicapés.
De 2002 à 2006, il a occupé le poste de Directeur de la Direction de la prévention, de la communication et de la coopération au secrétariat d'État chargé de la Famille, de l'Enfance et des Personnes handicapées.
depuis 2013: consultant expert en droit du travail et dialogue social
En 2006, il a été nommé Directeur des affaires générales et de la coopération au sein du même département.,
- Il a été élu député Socialiste de la ville de Salé entre 1997 et 1998.

De 1984 à 1997, il a exercé en tant que professeur-chercheur à l'Institut d'Études et de Recherches pour l'Arabisation (IERA) de l'Université Mohammed V de Rabat.
Le 7 septembre 2007, Il est nommé Ministre de l'Emploi et de la Formation Professionnelle dans le Gouvernement Abbas El Fassi.